# كينيث جي. ماكراكين
كينيث جي. ماكراكين (بالإنجليزية: Kenneth G. McCracken)‏ هو فيزيائي أسترالي، ولد في 7 أغسطس 1933 في بريزبان في أستراليا.